# Aporé
| \| Aporé \|                    |
| Lage der Gemeinde in Brasilien |
| Aporé                          |

| Aporé |

Aporé, amtlich Município de Aporé, ist eine brasilianische politische Gemeinde im Bundesstaat Goiás in der Mesoregion Süd-Goiás und in der Mikroregion Sudoeste de Goiás. Sie liegt südwestlich der brasilianischen Hauptstadt Brasília und von Goiânia, der Hauptstadt des Bundesstaates.
Weitere Ortschaften in der Gemeinde sind Córrego Fundo, Itumirim und Santa Lúcia.

## Lage
Aporé grenzt an folgende Gemeinden:
- im Norden an Serranópolis
- im Nordosten an Itarumã
- im Südosten an Itajá
- im Südwesten an Cassilândia-(MS)
- im Nordwesten an Chapadão do Céu

Die Gemeinde liegt zwischen den Flüssen Rio Corrente und Rio Aporé (auch Rio do Peixe genannt, den Aporé bedeutet Fluss der Fische), die beide von Nordwest nach Südost fließen und als rechte Zuflüsse in den Rio Paranaíba münden.